# Adria (Venetien)

Rekonstruktion der Weltkarte des Hekataios von Milet (um 500 v. Chr.)

Adria ist eine italienische Gemeinde (comune) mit 18.556 Einwohnern (Stand 31. Dezember 2023) in der  Provinz Rovigo in Venetien.

## Geographie
Die Kleinstadt liegt im Norden des Po-Deltas in der Nähe der Etsch etwa 20 km östlich von Rovigo und etwa 25 km von der Adria entfernt.  
Die Nachbargemeinden sind Cavarzere (VE), Ceregnano, Corbola, Gavello, Loreo, Papozze, Pettorazza Grimani, San Martino di Venezze, Taglio di Po, Villadose und Villanova Marchesana.

## Geschichte
Als etruskische Stadt mit Namen Atria war der Ort in vorchristlicher Zeit so bedeutsam, dass antike Historiografen behaupteten, das Adriatische Meer sei nach der Stadt benannt worden.
Die archäologische Überlieferung setzt mit einer Pfahlbausiedlung in Adria ein, etruskische, griechische und venetische Bevölkerungselemente werden dabei sichtbar, die vielleicht auf eine paläovenetische Ansiedlung als Ursprung hinweisen. Adria war seit dem Ende des 6. Jahrhunderts v. Chr. wohl eine überwiegend von Etruskern bewohnte Handelsstadt mit einem Hafen im Innern einer Lagune sowie einem fruchtbaren Hinterland. Der Stadtstaat musste sich im 5. Jahrhundert v. Chr. gegen die Konkurrenz des benachbarten Spina (bei Ravenna) behaupten, ab der Mitte dieses Jahrhunderts ist ein Niedergang Adrias feststellbar. Der syrakusanische Tyrann Dionysios I. (405–367 v. Chr.) gründete in Adria zu Beginn des 4. Jahrhunderts eine Kolonie, um die Kontrolle des Adriatischen Meeres durch die sizilische Polis zu verstärken. Gegen oder um die Mitte des 4. Jahrhunderts geriet Adria unter keltische Herrschaft, im 2. Jahrhundert v. Chr. ist ein Romanisierungsprozess feststellbar. Der Ort hatte Anschluss an das römische Straßensystem, u. a. nach Rimini (Via Popillia, 131 v. Chr.) und Padua (Via Annia, 128 v. Chr.). Im endenden 2. oder im 1. vorchristlichen Jahrhundert ist Adria römisches Municipium geworden, wie alle Veneter besaßen auch die Einwohner Adrias mithin das römische Bürgerrecht. Im 2. nachchristlichen Jahrhundert endete dann im Wesentlichen die Geschichte der Hafenstadt; der Hafen verlandete, Ravenna übernahm zunehmend die Funktionen Adrias. Adria selbst liegt heute über 15 km vom Meer entfernt.

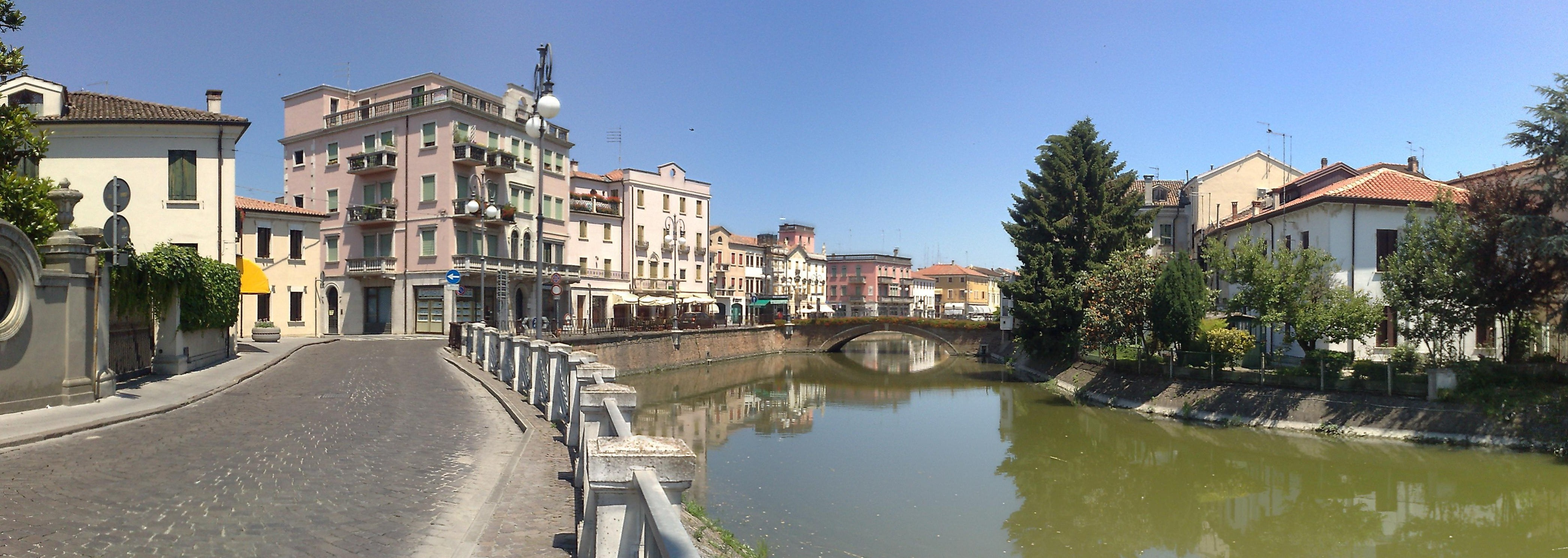
Adria

Adria Canale bianco. Historisches Bild von Leo Wehrli (1937)

Die Kirche Santa Maria Assunta wurde wiederholt umgestaltet und zeigt sich heute in der Form von 1718.

## Sehenswürdigkeiten
In der Stadt befindet sich das Archäologische Nationalmuseum Adria (Museo archeologico nazionale di Adria).

## Städtepartnerschaften
Adria unterhält eine Städtepartnerschaft zur deutschen Stadt Lampertheim im Landkreis Bergstraße.

## Persönlichkeiten
- Luigi Groto (1541–1585), blinder Dichter
- Antonio Buzzolla (1815–1871), Komponist
- Romano Guarnieri (1883–1955), Romanist, Italianist und Fremdsprachendidaktiker
- Ettore Zorzi (1885–1958), Bürgermeister von Venedig (1929–1930)
- Umberto Maddalena, (1894–1931) Offizier und Pilot
- Fernando Previtali (1907–1985), Dirigent, Komponist und Musikschriftsteller
- Nello Santi (1931–2020), Operndirigent
- Giorgio Lamberti (* 1938), Opernsänger (Tenor)
- Nello Rossati (1942–2009), Filmregisseur und Drehbuchautor
- Paolo Piva (1950–2017), österreichisch-italienischer Architekt, Designer und Künstler
- Daniele Roccato (* 1969), Kontrabassist, Komponist und Musikpädagoge